# 平忠度
平忠度（1144年—1184年）是平安時代末期的武將、歌人。他是平忠盛的第六子，藤原為忠之女所生。他也是平清盛的同父異母弟，官至正四位下薩摩守。
平忠度於天養元年出生於紀伊國的熊野地方，擅和歌，師事於藤原俊成。根據《平家物語》記載，1183年平家撤離京都之時，忠度獨自返回京都求見俊成，將自己所寫的和歌百餘首交給了他。後來俊成編撰《千載和歌集》的時候，收錄了忠度的和歌《故鄉之花》一首：

 — 千載集六十六
但因忠度是俊成朝敵的緣故，故將該首和歌作者署為佚名。直到後來編纂《新敕撰和歌集》之時，才將作者改為「薩摩守忠度」。
平忠度曾參與討伐以仁王、源賴政的戰鬥。1180年，參與富士川之戰。1183年，作為平家的一員武將，參加了俱利伽羅峠之戰，為源義仲所敗，逃得性命。1184年，在一之谷之戰中，平家戰敗，忠度敗走，被源氏方面的岡部忠澄追擊。忠澄看見忠度的牙齒被染黑，從而認出是平家的武士，上前將他殺死。因忠度文武雙全且擅長和歌，當源氏的武士得知忠度被殺後無不為之惋惜。戰後，岡部忠澄尊忠度為菩提，在今崎玉縣深谷市的清心寺為他建立供養塔。
相傳兵庫縣明石市的「忠度塚」是平忠度的墳墓，其附近的天文町原名「忠度町」。神戶市長田區駒之林有忠度的「腕塚」（葬其手臂之墓），為神戶市認定的地域文化財。腕塚附近有忠度的「胴塚」（葬其屍身之墓）。
平忠度的名字在現代日語中有逃票的意思，他的名字忠度與「搭霸王車」的同音，加上他的官職「薩摩守」，「薩摩守」及「薩摩守忠度」等同逃票之意。